# Trophée d'Europe II masculin de hockey sur gazon des clubs 2022
Navigation
2021 Banbridge 2023
Le Trophée d'Europe II de hockey sur gazon des clubs 2022 est la 2e édition du tournoi tertiaire européen de clubs masculins hockey sur gazon organisé par la Fédération européenne de hockey. Il se tient à Genève, Suisse, du 3 au 6 juin 2022.
Le 1er mars 2022, à la suite de l'invasion russe de l'Ukraine, l'EHF a exclu les clubs russes et biélorusses de toutes les compétitions.

## Équipes
- Servette HC
- Western Wildcats HC
- Cardiff & Met HC
- OSHVSM HC Feniks Zytomyr Region
- SK Slavia Prague
- Slagelse HC

## Phase préliminaire

### Poule A
| Rang | Équipe                          | J | V | N | P | BP | BC | Diff | Pts | Qualification |
| ---- | ------------------------------- | - | - | - | - | -- | -- | ---- | --- | ------------- |
| 1    | Western Wildcats HC             | 2 | 2 | 0 | 0 | 7  | 1  | +6   | 10  | Finale        |
| 2    | Slagelse HC                     | 2 | 1 | 0 | 1 | 3  | 5  | -2   | 5   |               |
| 3    | OSHVSM HC Feniks Zytomyr Region | 2 | 0 | 0 | 2 | 1  | 5  | -4   | 1   |               |

Source: EHF
En cas d'égalité de points de plusieurs équipes à l'issue des matchs de poule, les critères suivants sont appliqués dans l'ordre indiqué pour établir leur classement:
1. Points de chaque équipe,
2. Matchs gagnés,
3. Différence de buts,
4. Buts pour,
5. Plus grand nombre de points obtenus dans les matchs de poule disputés entre les équipes concernées,
6. Buts marqués en plein jeu.

| Match 2           | Western Wildcats HC                  | 4 - 1   | Slagelse HC        |                                        |                                        |
| 3 juin 2022 16h15 | McConnell 5e, 15e · Harwood 17e, 54e | (3 - 0) | 42e N. Christensen | Arbitrage : Adrian Bucher Lukasz Orzeł | Arbitrage : Adrian Bucher Lukasz Orzeł |
| 3 juin 2022 16h15 | Rapport                              |         |                    | Arbitrage : Adrian Bucher Lukasz Orzeł | Arbitrage : Adrian Bucher Lukasz Orzeł |

| Match 3           | OSHVSM HC Feniks Zytomyr Region | 1 - 2   | Slagelse HC                       |                                      |                                      |
| 4 juin 2022 13h15 | Tsyma 53e                       | (0 - 2) | 21e Sørensen · 34e L. Christensen | Arbitrage : Adrian Bucher Jon McCall | Arbitrage : Adrian Bucher Jon McCall |
| 4 juin 2022 13h15 | Rapport                         |         |                                   | Arbitrage : Adrian Bucher Jon McCall | Arbitrage : Adrian Bucher Jon McCall |

| Match 5           | Western Wildcats HC                  | 3 - 0   | OSHVSM HC Feniks Zytomyr Region |                                         |                                         |
| 5 juin 2022 13h15 | McConnell 4e · Galt 45e · Calder 50e | (1 - 0) |                                 | Arbitrage : Marius Quadrat Lukasz Orzeł | Arbitrage : Marius Quadrat Lukasz Orzeł |
| 5 juin 2022 13h15 | Rapport                              |         |                                 | Arbitrage : Marius Quadrat Lukasz Orzeł | Arbitrage : Marius Quadrat Lukasz Orzeł |

### Poule B
| Rang | Équipe           | J | V | N | P | BP | BC | Diff | Pts | Qualification |
| ---- | ---------------- | - | - | - | - | -- | -- | ---- | --- | ------------- |
| 1    | Cardiff & Met HC | 2 | 2 | 0 | 0 | 10 | 3  | +7   | 10  | Finale        |
| 2    | Servette HC      | 2 | 0 | 1 | 1 | 5  | 8  | -3   | 2   |               |
| 3    | SK Slavia Prague | 2 | 0 | 1 | 1 | 4  | 8  | -4   | 2   |               |

Source: EHF
En cas d'égalité de points de plusieurs équipes à l'issue des matchs de poule, les critères suivants sont appliqués dans l'ordre indiqué pour établir leur classement:
1. Points de chaque équipe,
2. Matchs gagnés,
3. Différence de buts,
4. Buts pour,
5. Plus grand nombre de points obtenus dans les matchs de poule disputés entre les équipes concernées,
6. Buts marqués en plein jeu.

| Match 1           | Servette HC           | 2 - 5   | Cardiff & Met HC                                       |                                             |                                             |
| 3 juin 2022 14h00 | Geers 19e · Cogne 59e | (1 - 1) | 12e Tyson · 38e Morgan · 46e Wall · 48e, 49e Pritchard | Arbitrage : Duncan Ruzzak Russell Donaldson | Arbitrage : Duncan Ruzzak Russell Donaldson |
| 3 juin 2022 14h00 | Rapport               |         |                                                        | Arbitrage : Duncan Ruzzak Russell Donaldson | Arbitrage : Duncan Ruzzak Russell Donaldson |

| Match 4           | Servette HC                    | 3 - 3   | SK Slavia Prague                      |                                                |                                                |
| 4 juin 2022 15h30 | Geers 23e, 47e · De Keyser 26e | (2 - 0) | 41e Urbanec · 42e Zuna · 48e M. Hanus | Arbitrage : Marius Quadrat Maksym Perepelytsia | Arbitrage : Marius Quadrat Maksym Perepelytsia |
| 4 juin 2022 15h30 | Rapport                        |         |                                       | Arbitrage : Marius Quadrat Maksym Perepelytsia | Arbitrage : Marius Quadrat Maksym Perepelytsia |

| Match 6           | Cardiff & Met HC                                          | 5 - 1   | SK Slavia Prague |                                               |                                               |
| 5 juin 2022 15h30 | Morgan 1e, 36e · Sears 12e · McDermid 44e · Pritchard 47e | (2 - 0) | 37e Lehovec      | Arbitrage : Duncan Ruzzak Maksym Perepelytsia | Arbitrage : Duncan Ruzzak Maksym Perepelytsia |
| 5 juin 2022 15h30 | Rapport                                                   |         |                  | Arbitrage : Duncan Ruzzak Maksym Perepelytsia | Arbitrage : Duncan Ruzzak Maksym Perepelytsia |

## Phase de classement

### Cinquième et sixième place
| Match 7           | OSHVSM HC Feniks Zytomyr Region            | 3 - 0   | SK Slavia Prague |                                       |                                       |
| 6 juin 2022 09h45 | Tsyma 43e · Cherniuk 55e · Mazurkevych 60e | (0 - 0) |                  | Arbitrage : Marius Quadrat Jon McCall | Arbitrage : Marius Quadrat Jon McCall |
| 6 juin 2022 09h45 | Rapport                                    |         |                  | Arbitrage : Marius Quadrat Jon McCall | Arbitrage : Marius Quadrat Jon McCall |

### Troisième et quatrième place
| Match 8           | Servette HC                                                                 | 6 - 1   | Slagelse HC  |                                        |                                        |
| 6 juin 2022 12h00 | Jolissaint 5e, 55e · Grandchamp 20e · G. Wyss-Chodat 27e, 36e · Meuwsen 44e | (3 - 1) | 21e Sørensen | Arbitrage : Duncan Ruzzak Lukasz Orzeł | Arbitrage : Duncan Ruzzak Lukasz Orzeł |
| 6 juin 2022 12h00 | Rapport                                                                     |         |              | Arbitrage : Duncan Ruzzak Lukasz Orzeł | Arbitrage : Duncan Ruzzak Lukasz Orzeł |

### Finale
| Match 9           | Western Wildcats HC                   | 4 - 8   | Cardiff & Met HC                                                                          |                                                   |                                                   |
| 6 juin 2022 14h15 | McConnell 30e, 32e, 60e · Harwood 59e | (1 - 4) | 2e, 28e, 40e Morgan · 4e Pritchard · 27e Dolan-Gray · 39e James · 45e McDowell · 57e Wall | Arbitrage : Russell Donaldson Maksym Perepelytsia | Arbitrage : Russell Donaldson Maksym Perepelytsia |
| 6 juin 2022 14h15 | Rapport                               |         |                                                                                           | Arbitrage : Russell Donaldson Maksym Perepelytsia | Arbitrage : Russell Donaldson Maksym Perepelytsia |

## Classement final
| Rang                       | Équipe                          | Résultat      |
| -------------------------- | ------------------------------- | ------------- |
| Médaille d'or, Europe      | Cardiff & Met HC                | Champion      |
| Médaille d'argent, Europe  | Western Wildcats HC             | Vice-champion |
| Médaille de bronze, Europe | Servette HC                     | Troisième     |
| 4                          | Slagelse HC                     | Quatrième     |
| 5                          | OSHVSM HC Feniks Zytomyr Region | Cinquième     |
| 6                          | SK Slavia Prague                | Sixième       |